# حاشیه چین‌دار

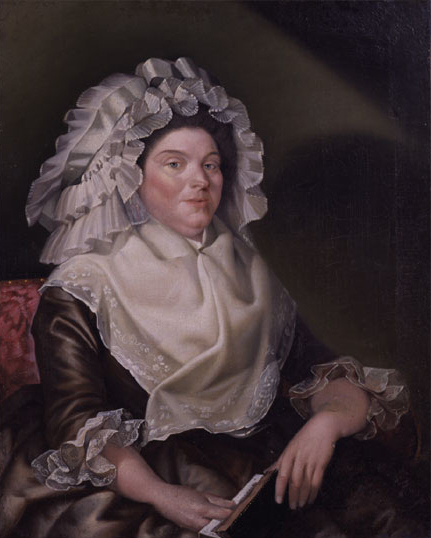
پرترهٔ زنی با کلاه لبه‌دار، ۱۷۸۹

حاشیه چین‌دار روبانی از جنس پارچه یا توری است که از یک طرف جمع شده یا تا زده می‌شود و به پوشاک، رختخواب، یا اشیاء پارچه‌ای دیگر متصل می‌شود.
حاشیه‌های چین‌دار در قرن پانزدهم با یقه‌های بندی پیراهن‌های کامل (شمیز) پدید آمدند و در قرن پانزدهم به شکل جدا از لباس اصلی دوخته شدند.